# آب شیرین

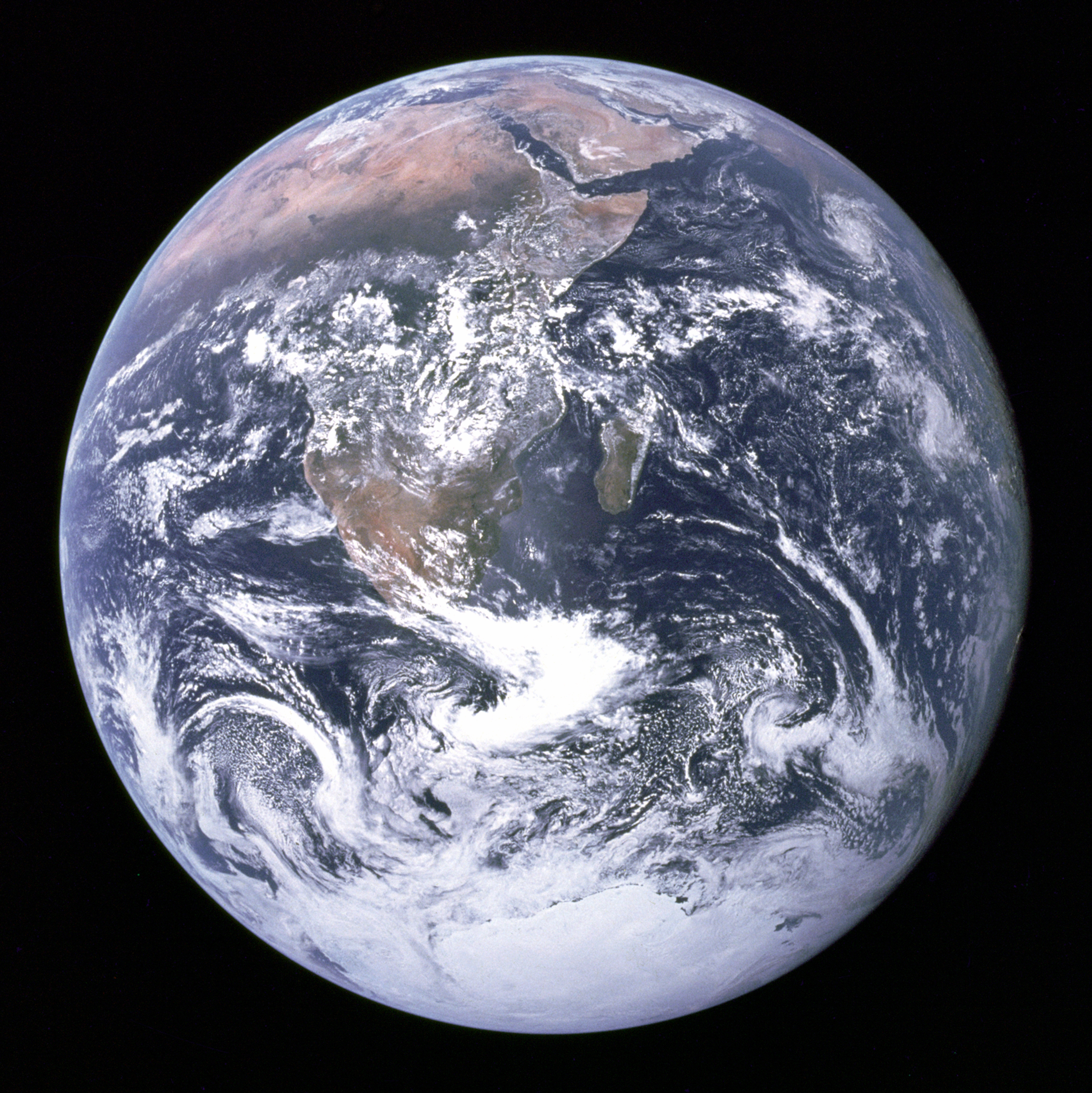
سیاره زمین از دیدگاه فضاپیمای آپولو ۱۷.
لایهٔ یخ قطبی جنوبگان (قطب جنوب) در پایین نگاره ۶۱ درصد از آب شیرین، یا ۱٫۷ درصد از کل آب بر روی کره زمین را در بر می‌گیرد. این آمار نشان دهنده کمبود آب شُرب در سیاره زمین است.

آب شیرین (به معنای آب تازه) به آب املاح‌زدایی شده گفته می‌شود. آبی است که درصد املاح نمکی غیر حل شدنی آن بسیار کم و گوارا باشد. آب شیرین از مهم‌ترین منابع تجدیدپذیر است. این منبع، برای زنده ماندن بسیاری از جانداران از جمله انسان، از لحاظ تأمین نیاز به آب و همچنین کشاورزی، بسیار پراهمیت و حیاتی است. باید توجه داشت که در این گفتار، آب شیرین و آب آشامیدنی دارای مفاهیم‌ جداگانه‌ای از یکدیگر هستند. آب آشامیدنی آبی شیرین است و آب پر از املاح و شوری که در دریاها، دریاچه‌ها، اقیانوس‌ها و دیگر گودال‌های بسیار بزرگ آبی یافت می‌شود حتی برای برخی حیوانات غیرقابل شرب است. آب شیرین مملو از ریزاندامگان و به عبارتی آلوده است.

## تعریف عددی
آب شیرین به آبی گفته می‌شود که کمتر از ۰٫۰۵ در هر ۱۰۰ واحد، املاح نمکی غیر حل شدنی داشته‌باشد.